# Gerard Way
Gerard Arthur Way (Summit, Nueva Jersey; 9 de abril de 1977) es un músico, cantante y escritor de cómics estadounidense, conocido por ser el vocalista de la banda My Chemical Romance, cantante en solitario, autor del cómic The Umbrella Academy y fundador del sello editorial Young Animal (de DC Comics).
Descrito como «una estrella de rock en el más puro sentido» y como «una voz muy reconocible a mediados de los años 2000», Way es el fundador, vocalista y compositor de la banda de rock My Chemical Romance, con la que produjo una discografía de —principalmente— cuatro álbumes, entre 2001 y 2013. En 2014 anunció su carrera solista y publicó Hesitant alien, su primer álbum; luego realizó su primera gira en solitario.
En su carrera como historietista —elogiada por la crítica—, publicó entre los años 2007 y 2009 dos series limitadas de su cómic The Umbrella Academy, una de las cuales recibió un premio Eisner, y que serían adaptadas desde 2019 en una serie televisiva de Netflix. En 2013 publicó la serie The true lives of the Fabulous Killjoys, a modo de continuación de la trama descrita en el cuarto y último disco de su banda. En 2016 fundó Young Animal, subsello editorial de DC Comics en el que supervisa o escribe varias historietas para público adulto, entre ellas, La Patrulla Condenada.

## Infancia, estudios y primeros trabajos
De padre mecánico y madre peluquera, Gerard Arthur Way nació el 9 de abril de 1977 en Summit (Nueva Jersey), aunque en realidad durante toda su infancia vivió en Belleville. A este municipio lo describe como «una de las áreas [de Nueva Jersey] más llenas de delincuencia, pero es la capital mundial de las flores de cerezo». Sobre su infancia, que compartió con su hermano menor Mikey, ha dicho que «pasábamos mucho tiempo leyendo libros de historietas, vivíamos mucho dentro de nuestras propias cabezas, jugábamos harto cosas de Star wars; en realidad no podíamos jugar mucho fuera. No era el área más segura, [...] así que Mikey y yo teníamos uno o dos amigos, y eso era todo».

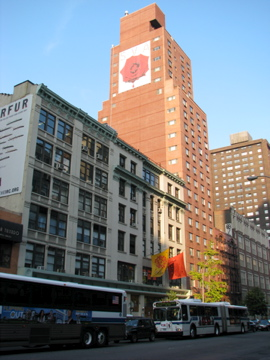
Edificio principal de la Escuela de Artes Visuales de Nueva York, donde Way se graduó como bachelor en bellas artes en 1999

Su interés por las historietas se remonta a cuando iba en tercer grado, y fue hospitalizado por una cirugía a las amígdalas; entonces, su abuela le dio un trío de historietas «que venían juntas y se compraban en el supermercado», una de las cuales era del Capitán América; ha dicho: «La leí e instantáneamente me enamoré. Caminaba al kiosco de la esquina y las compraba. Luego me interesé en X-Men».
Gerard Way cantó por primera vez para una obra de Peter Pan que se realizó en su colegio, cuando estaba en cuarto grado. Asistió a la audición alentado por su abuela, Elena, y obtuvo el rol protagónico. Según las propias palabras de Way, su abuela le había enseñado «prácticamente todo: cómo cantar, pintar y cómo interpretar en vivo».
Cuando tenía nueve años, su abuela le compró su primera guitarra acústica, aunque dejó de tocar un tiempo y volvió a hacerlo a los quince años, época en la que comenzó a unirse a bandas musicales. De una de esas bandas fue expulsado, según él, porque «era un pésimo guitarrista». A pesar de esto, compró una guitarra eléctrica Fender Stratocaster y a la edad de dieciséis años empezó a escribir canciones.
Después de graduarse en 1995 de su escuela secundaria, Belleville High School, ingresó a la Escuela de Artes Visuales de Nueva York, donde estudió cuatro años y se graduó como bachiller en bellas artes en 1999, con un major en ilustración de caricaturas.
Después de egresar de la Escuela de Artes Visuales, Way pasó un año y medio trabajando en la editorial DC Comics, donde «ayudaba en [el trabajo] editorial y ayudaba en la sala FedEx. Una de mis labores más grandes era tomar los dibujos y [...] fotocopiarlos. Achicarlos y unirlos para que los editores pudieran leerlos».
En el año 2001 Way intentó vender una serie animada a Cartoon Network, llamada The breakfast monkey, pero la rechazaron porque se estaba transmitiendo en ese momento una caricatura en el canal Adult Swim que era muy parecida, llamada Aqua Teen Hunger Force.
Way tuvo, finalmente, un trabajo como diseñador de juguetes, al que debió renunciar debido a la decisión de hacer una gira con su banda My Chemical Romance.

## Carrera musical

### 2001-2013: My Chemical Romance

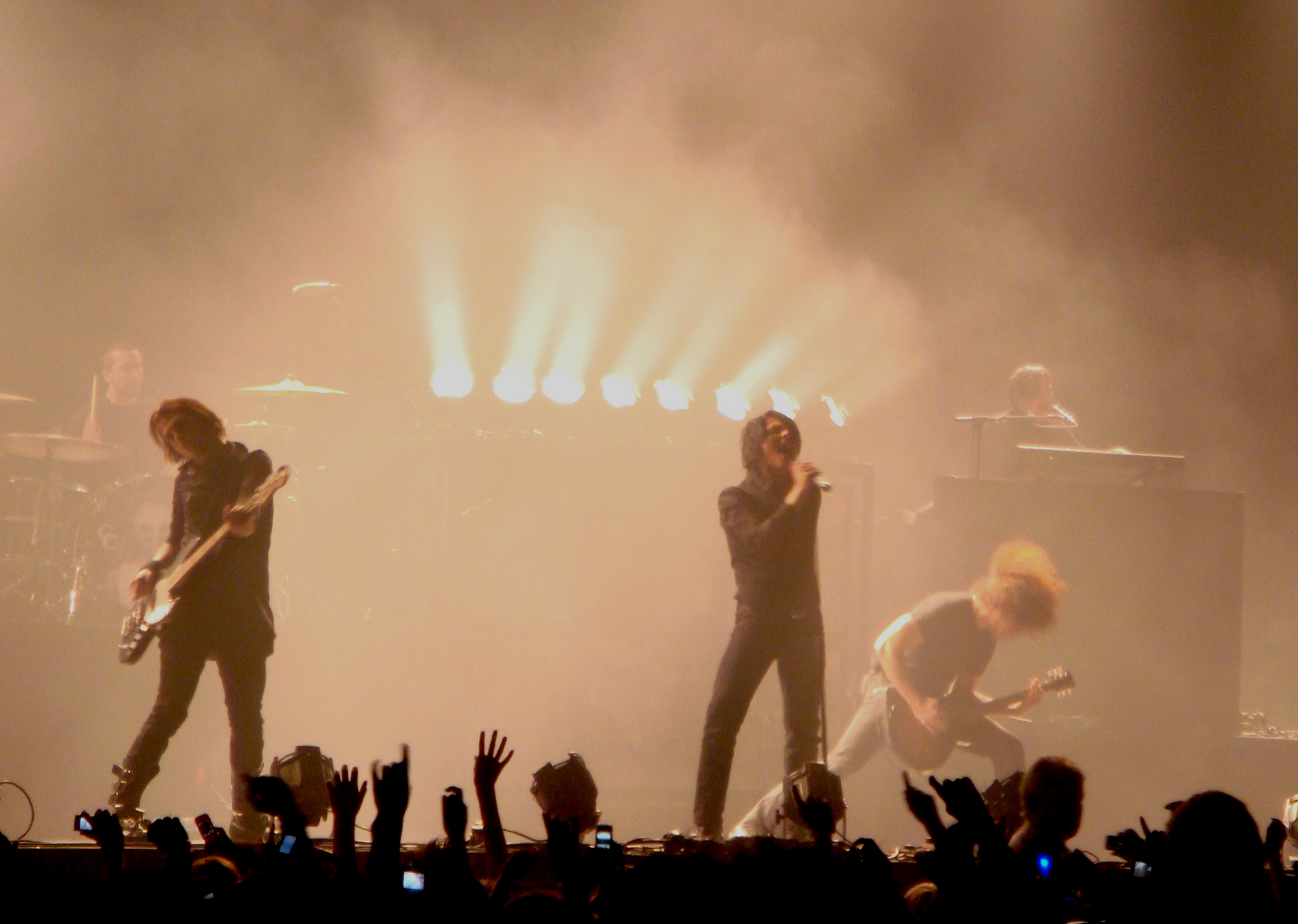
My Chemical Romance dando un concierto en la ciudad de Newcastle (Inglaterra), en noviembre de 2007

Al momento de los atentados del 11 de septiembre de 2001 a las Torres Gemelas de Nueva York, Way trabajaba en una tienda de cómics cerca de la zona y presenció el desastre. Desde entonces sintió que estaba desperdiciando su vida y decidió hacer algo significativo con ella, formando la banda My Chemical Romance. Way le planteó a su amigo de secundaria Matt Pelissier la idea de formar una banda, por lo que comenzaron a componer canciones juntos; la primera fue «Skylines and turnstiles», tema que escribió Way inspirado en los atentados del 11-S. Dos semanas después de los atentados, la banda tuvo su primer ensayo, simplemente con Pelissier en la batería y con Way cantando y tocando la guitarra.
Más tarde se unieron Ray Toro, el hermano menor de Way (Mikey Way) y Frank Iero (quien se unió a la banda en la preproducción del primer disco) para tocar por la costa oeste de los Estados Unidos. En julio de 2002 la banda lanzó bajo la discográfica Eyeball Records su primer disco, titulado I brought you my bullets, you brought me your love. Un disco oscuro y siniestro que habla de los problemas de depresión y suicidio con los que había lidiado Way; esto se reflejaba en canciones como «Honey, this mirror isn't big enough for the two of us», «Demolition Lovers», «Drowning lessons», «Our Lady of Sorrows» y «Vampires will never hurt you». En 2004 fue cuando junto su banda conoció el éxito alrededor de todo el mundo, al publicar Three cheers for sweet revenge, álbum que incluye canciones muy populares pero también profundamente personales como «Helena», escrita tras la muerte de la abuela de Way.

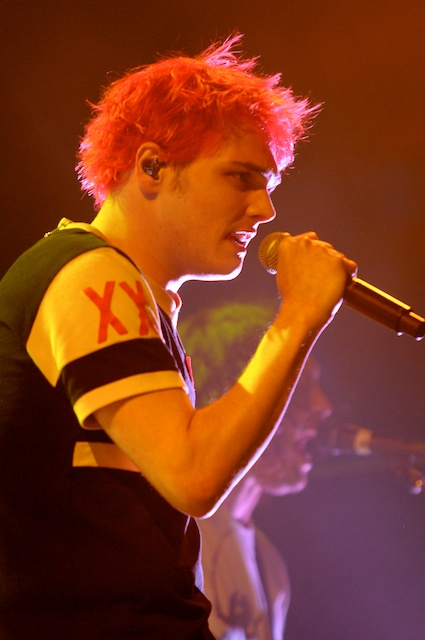
Gerard Way en un concierto en Montreal (Canadá), en la gira Honda Civic 2011

En 2006, lanzaron el disco The Black Parade. Según Rob Cavallo, productor de su tercer y cuarto disco, la música más sincera viene de lo que uno más teme. A raíz de esto, Way dijo: «Yo solía tenerle miedo a la muerte, pero descubrí haciendo este disco que le tenía más miedo a vivir. Hacer este álbum se trató de enfrentar esos miedos». Durante la gira mundial para este álbum, The Black Parade World Tour, los modos de Gerard Way en sus presentaciones en vivo fueron comparados a los de Bob Geldof como el personaje principal de la película Pink Floyd the wall; también se lo ha comparado con Freddie Mercury, y con David Bowie cuando interpretaba a Ziggy Stardust.
A comienzos de 2009, Way participó en el soundrack de la película Final fantasy VII: Advent children complete, colaborando con el cantante japonés Kyosuke Himuro en la canción «Safe and sound», la que fue usada para la promoción de la película y los créditos de esta en su edición para Japón. 
El jueves 13 de agosto de 2009, My Chemical Romance anunció que tocarían en el festival australiano Soundwave 2010. Aunque, debido a problemas de Way con su garganta por la grabación de su cuarto álbum, y por consejo médico, no tuvo otra opción más que cancelar su participación en el evento.
El 19 de noviembre de 2010 la banda publicó su cuarto álbum de estudio, Danger days: the true lives of the Fabulous Killjoys, para el cual realizaron las giras World Contamination Tour y Honda Civic Tour 2011.
My Chemical Romance dio su último concierto el 19 de mayo de 2012, en la ciudad de Asbury Park (Nueva Jersey). Acerca de esta última presentación, Way comentó: «El concierto es... bueno. No espectacular, ni malo, solo bueno. [...] Interpreto y canto, semiautomáticamente, y algo está mal. Estoy actuando. Nunca actúo en el escenario, ni siquiera cuando pareciera que lo hago [...]. Los siguientes meses estuvieron llenos de sufrimiento para mí: me convertí en alguien vacío, dejé de escuchar música, nunca tomé un lápiz, empecé a retomar viejos hábitos. [...] Yo solía ver arte o magia en todas las cosas, especialmente en lo mundano; la habilidad estaba sepultada bajo el desastre». También señaló que «hay muchas razones por las que My Chemical Romance terminó». La banda anunció su separación el 22 de marzo de 2013.

### 2013-2015: «Hesitant alien»

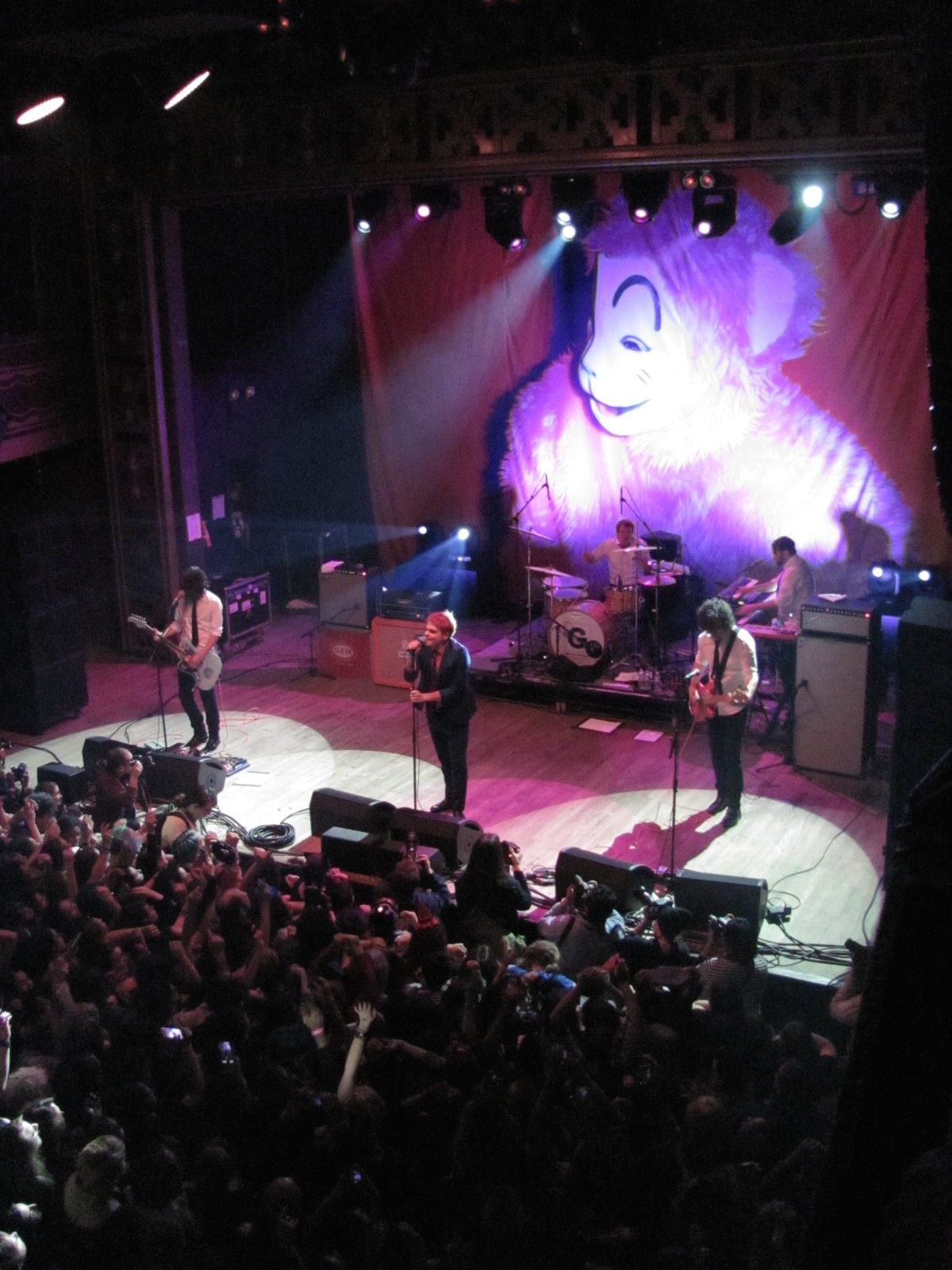
Gerard Way en un concierto en Nueva York (Estados Unidos), en octubre de 2014

Way hizo una colaboración con el productor de música electrónica canadiense deadmau5, en su canción «Professional griefers». La canción se filtró en internet el 22 de marzo de 2012, mientras que su lanzamiento oficial como sencillo se hizo el 14 de agosto de aquel año. Ambos músicos también filmaron un videoclip para la canción, que se publicó unos días después. Luego, en diciembre de 2012, Way publicó el demo de una canción titulada «Zero Zero», bajo el seudónimo DannyTheStreet.
En mayo de 2013, tras la separación de My Chemical Romance, Gerard Way declaró lo siguiente: «Definitivamente no estoy tomando un descanso. Usualmente estoy despierto hasta mínimo las 2 a. m. escribiendo música». Reveló que ha estado componiendo en su estudio casero canciones de múltiples estilos, y que no ha hecho «nada concreto, excepto escribir toneladas de cosas».
Tiempo después de la ruptura, Gerard Way dio a conocer el demo de una canción llamada «Millions», el 5 de octubre de 2013 en la Casa de la Ópera de Sídney (Australia).
En mayo de 2014, Way lanzó su página web oficial, y anunció que su primer disco como solista estaba «cerca de estar finalizado». En su sitio web comentó que celebró un contrato con Warner Bros. Records, y también publicó un extracto instrumental de una canción, a modo de adelanto.
El 11 de junio de 2014, Way lanzó «Action cat», un avance de su primer álbum de estudio. Way dio unos de sus primeros conciertos como solista en los festivales de Reading y de Leeds (Inglaterra), los días 22 y 23 de agosto de 2014. Su primer look para el escenario constó de un traje azul eléctrico y de un tupé naranjo, todo esto inspirado en Bryan Ferry y en el David Bowie de los años ochenta.
En tanto, su álbum debut Hesitant alien se publicó en septiembre de 2014, y ha sido promocionado por los sencillos «No shows» y «Millions», junto a sus respectivos videoclips. El disco está fuertemente influido por el shoegaze, el britpop y el post-punk. Asimismo, llevó a cabo la gira Hesitant Alien Tour, que incluyó etapas en Estados Unidos, el Reino Unido, Norteamérica y Europa en general, Asia, Australia y Rusia, entre 2014 y 2015.

### 2016-presente
Acerca de su próximo álbum de estudio, Gerard Way dijo que planeaba comenzar su grabación en septiembre de 2015. Señalaba que ya había comenzado a componer, y que la música que había escrito «se siente más similar a “Get the gang together” [de Hesitant alien]; se siente que se está moviendo en una dirección como de garage y de la antigua música soul». No obstante, respecto del año 2016 dijo más tarde lo siguiente: «Por primera vez me gustaría liberarme de los ciclos y pasar un año creando, sin estar pensando en fechas de publicación. [...] Necesito una experiencia de vida sólida para encontrar lo que vendrá a continuación».
En abril de 2016 Way publicó el sencillo Pinkish/Don't try en formato de disco de vinilo de siete pulgadas; y en abril de 2017 publicó comercialmente la canción «Into the cave we wander» como disco de vinilo de doce pulgadas. Ambos lanzamientos se hicieron con motivo de la celebración del Record Store Day.
En octubre de 2018, y en los meses siguientes, publicó como sencillos las canciones originales «Baby you're a haunted house», «Getting down the germs», «Dasher» y «Here comes the end», así como versiones de «Hazy shade of winter» (originalmente de Simon & Garfunkel) y «Happy together» (originalmente de The Turtles).

## Carrera como historietista

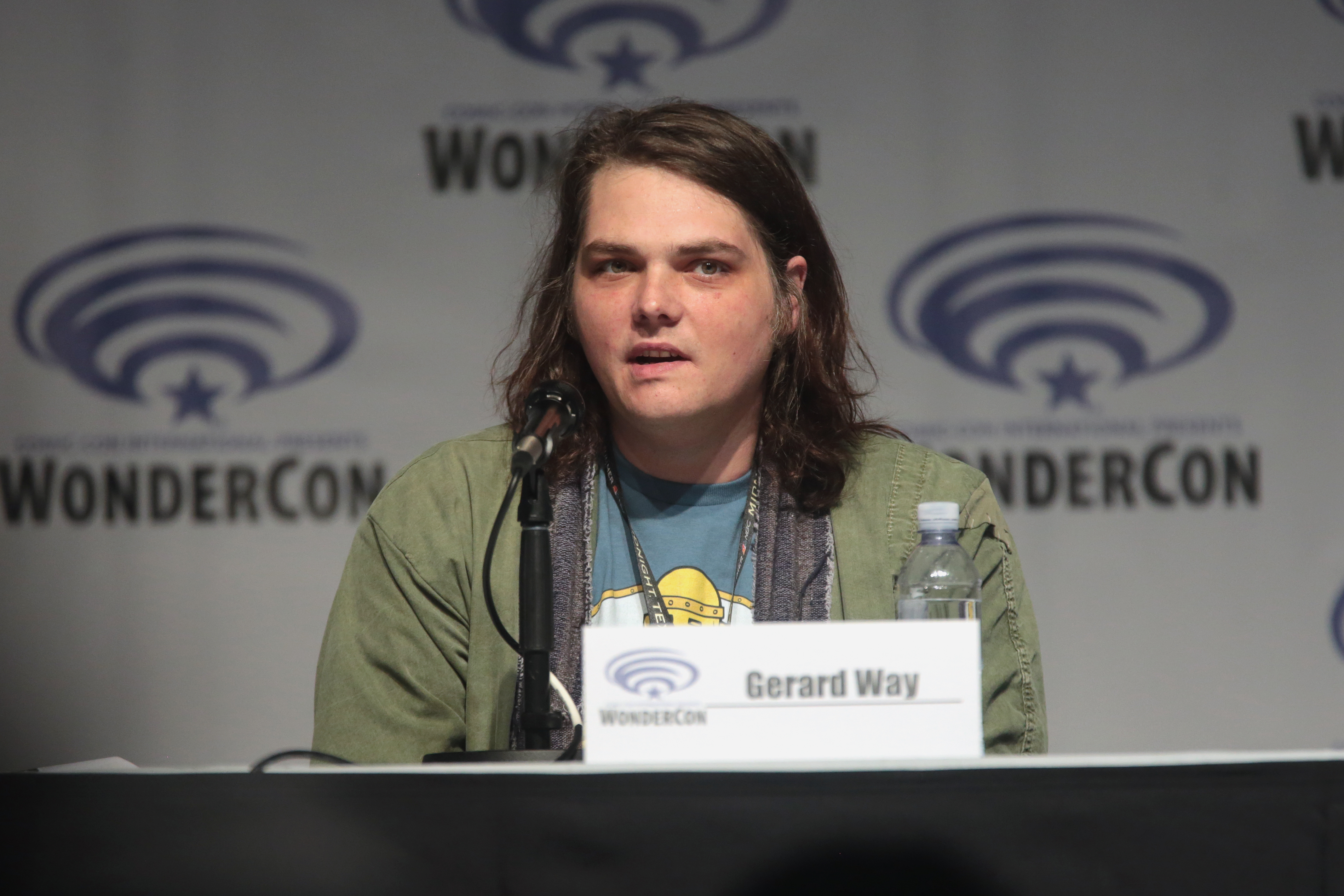
Gerard Way en el evento WonderCon, en marzo de 2017 en Anaheim (California), exponiendo sobre su sello Young Animal

Gerard Way escribió su primer guion de historieta a una temprana edad, usando la máquina de escribir de su abuela; aunque «nada pasó con eso», ha dicho. Luego, la primera historieta de Way publicada (por la editorial Boneyard Press) fue una serie de terror llamada On raven's wings, que fue cancelada después de su segundo capítulo; Way tenía apenas quince años, y fue acreditado como «Garry Way».
A pesar de la música no ha dejado los cómics de lado, tanto es así que en 2007 llegó a publicar The Umbrella Academy, cuyo primer volumen (Apocalypse suite) ganó el premio Eisner a la mejor serie limitada del año y, por la buena recepción que tuvo, Way escribió un segundo volumen titulado Dallas.
En la Comic Con de San Diego de 2009, Way anunció que estaba trabajando junto a Shaun Simon y Becky Cloonan en un nuevo cómic llamado The true lives of the Fabulous Killjoys, que se publicaría finalmente durante 2013, y cuya historia es la continuación del cuarto álbum de My Chemical Romance, que se titula Danger days (2010).
En octubre de 2014 editó Edge of spider-verse n.º 5 a través de Marvel Comics, historia en la que creó una variante femenina del superhéroe Spider-Man. Ese mismo año publicó «Untitled», en la revista Vertigo quarterly: Yellow.
A junio de 2014, Way trabajaba en los volúmenes 3 y 4 de The Umbrella Academy. En diciembre de 2015 declaró que «Gabriel Bá está a punto de comenzar a dibujar» el tercer volumen, Hotel Oblivion.
En abril de 2016, en la Emerald City Comicon de Seattle (Washington), Way anunció que estaría a cargo de Young Animal, subsello editorial de DC Comics en el que supervisa o escribe varias historietas de publicación mensual. Estas consisten en La Patrulla Condenada (en un reinicio escrito por Way), Cave Carson has a cybernetic eye (escrita por Way y Jon Rivera), Madre Pánico (escrita por Jody Houser) y Shade, the Changing Girl (escrita por Cecil Castellucci). El primer capítulo de La Patrulla Condenada se publicó el 14 de septiembre de 2016.
En julio de 2017 Gerard Way confirmó que Netflix junto con Universal Cable Productions harían una serie de televisión basada en The Umbrella Academy, cuya primera temporada se estrenó el 15 de febrero de 2019.

## Vida personal
En una entrevista para Rolling Stone, en el año 2007, Way confesó que hace unos años él era un «muerto viviente». Era adicto a la cocaína y el alcohol, costumbres que lo ayudaban a lidiar con su timidez. Finalmente, después de un concierto dado en 2004 en Osaka (Japón) Way cayó enfermo violentamente. Desde entonces Way abandonó esas costumbres. Sin embargo, años después (en 2010) declaró que había recuperado la costumbre de beber de manera ocasional, y días después del anuncio del fin de la banda, en marzo de 2013, reconoció que había retomado «viejos hábitos».
El 3 de septiembre de 2007, día en que concluyó la gira Projekt Revolution 2007, Way contrajo matrimonio con la bajista Lindsey Ballato, en la ciudad estadounidense de Englewood (Colorado), en el Anfiteatro Coors. La ceremonia se realizó en el backstage del anfiteatro, después de un concierto. Way y su esposa se habían conocido en 2002, cuando My Chemical Romance fueron los teloneros de la banda de Ballato, Mindless Self Indulgence; sin embargo, no fueron novios sino desde 2007, y celebraron su matrimonio después de una relación de dos meses y medio. El 27 de mayo de 2009 nace su primera hija, Bandit Lee, en Los Ángeles (California).
En 2014, Way se sinceró acerca de su conflicto de identidad de género, y discutió el tema en internet y en entrevistas. En octubre de aquel año afirmó: «Siempre he sido extremadamente comprensivo con aquellos que tienen problemas de identidad de género, debido a que yo también siento que pasé por ello, aunque sea en una escala más pequeña. Siempre me he identificado bastante con el género femenino, y comencé en cierto momento en My Chemical Romance a expresar esto a través de mi aspecto y mi estilo al interpretar en vivo. Así que no es de extrañar que todas mis inspiraciones e influencias estuvieran coaccionando la frontera de los géneros. Freddie Mercury, Bowie, Iggy, el glam temprano, T. Rex... La masculinidad siempre me ha hecho sentir como que no fuera adecuada para mí».

## Discografía

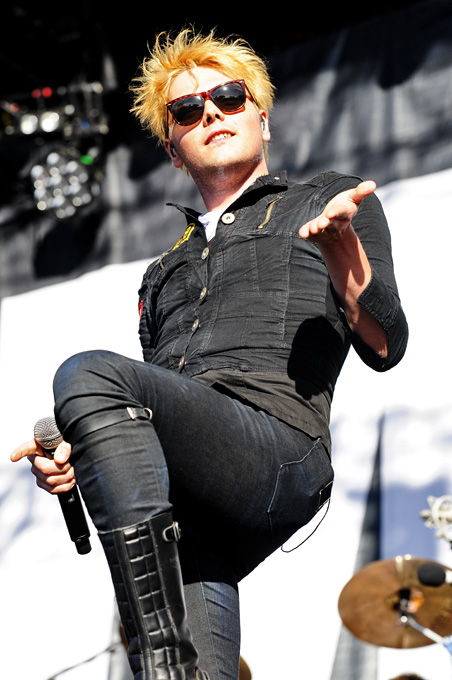
Gerard Way en el festival Big Day Out, en febrero de 2012 en Perth (Australia)

### Carrera solista
- 2014: Hesitant alien

### My Chemical Romance
Álbumes de estudio principales
- 2002: I brought you my bullets, you brought me your love
- 2004: Three cheers for sweet revenge
- 2006: The Black Parade
- 2010: Danger days: the true lives of the Fabulous Killjoys

Otros álbumes de estudio
- 2013: Conventional weapons